# Škoda 100
Škoda 100 — сімейство легкових автомобілів, що виготовлялося підприємством AZNP Skoda (Automobilové závody, národní podnik Škoda — автомобільний завод народного підприємства «Шкода») у 1969—1977 рр.

## Опис
Škoda 100 — базовий варіант з 988 см³ двигуном.
Škoda 100 L та Škoda 110 L — "люксові" варіанти. Мали передні сидіння анатомічної форми, змінені карти дверей тощо.
Škoda 110 LS — варіант з 62-сильним двигуном від купе Škoda 110R. Зовнішня відмінність — додаткові галогенні фари вбудовані в "передок".
Комплектувались тільки радіальними шинами марки Barum, що виготовлялись у Чехословаччині по ліцензії італійського концерну Pirelli & C.
Škoda 100 використовувалась як основа для дрібносерійних автомобілів (бельгійське багі Skoda V.F. Buggy, італійське Skoda Kirby).
| модель       | роки      | тип кузова  | двигун          | кількість, авт. |
| ------------ | --------- | ----------- | --------------- | --------------- |
| Škoda 100    | 1969–1977 | 4-дв. седан | 1,0 л, 48 к.с.  | 602 020         |
| Škoda 100 L  | 1969–1977 | 4-дв. седан | 1,0 л, 48 к.с.  | 217 767         |
| Škoda 110 L  | 1969–1976 | 4-дв. седан | 1,1 л, 53 к.с.  | 219 864         |
| Škoda 110 LS | 1971–1976 | 4-дв. седан | 1,1 л, 62 к.с.  | 40 057          |
| Škoda 110 R  | 1970–1980 | 2-дв. купе  | 1,1 л, 62 к.с.  | 56 902          |
| Škoda 120 S  | 1971–1974 | 4-дв. седан | 1,2 л, 120 к.с. | 100             |
| Škoda 130 RS | 1977–1982 | 2-дв. купе  | 1,3 л, 130 к.с. | 65              |

Перші представники марки, виробництво яких сягнуло мільйона екземплярів (1 079 798 авт.).

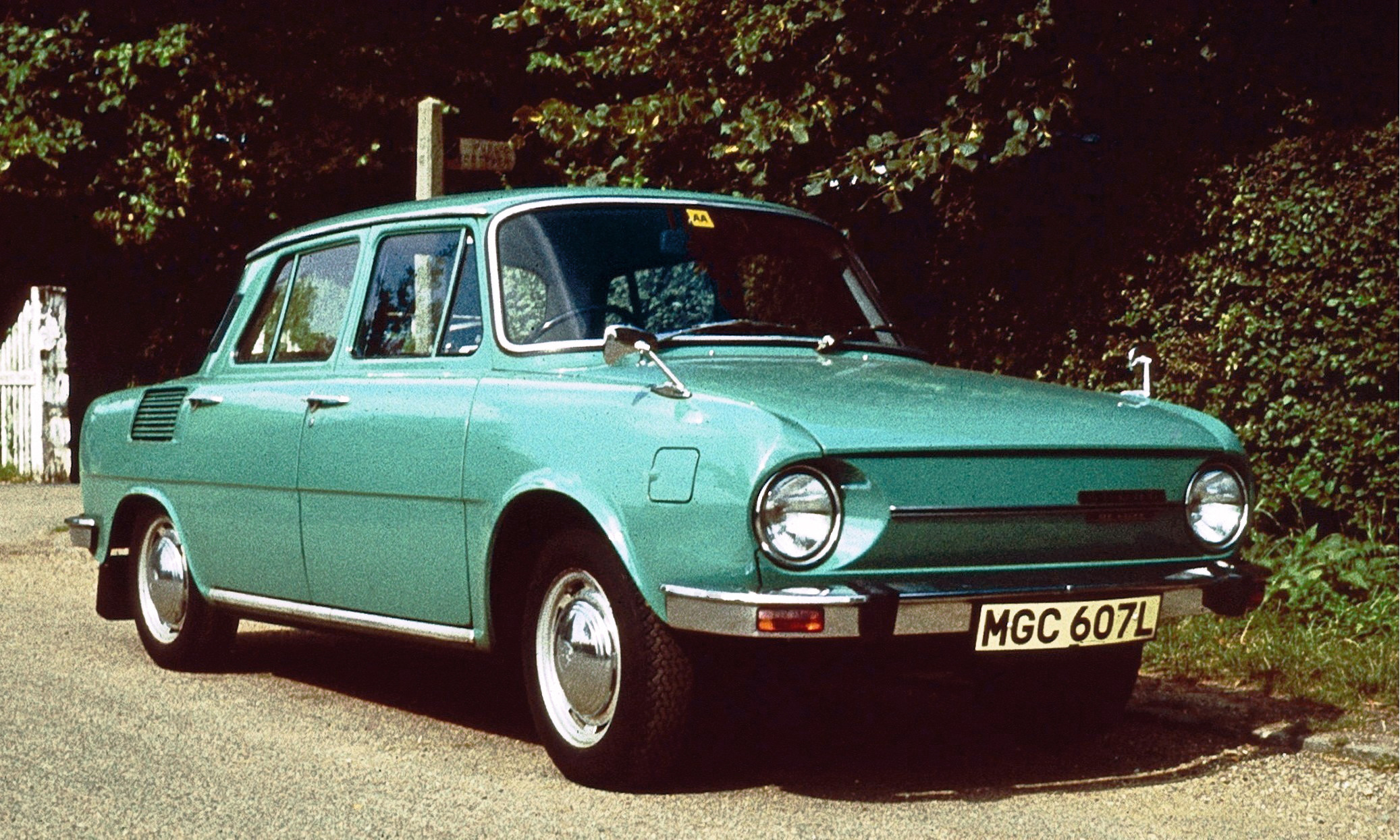
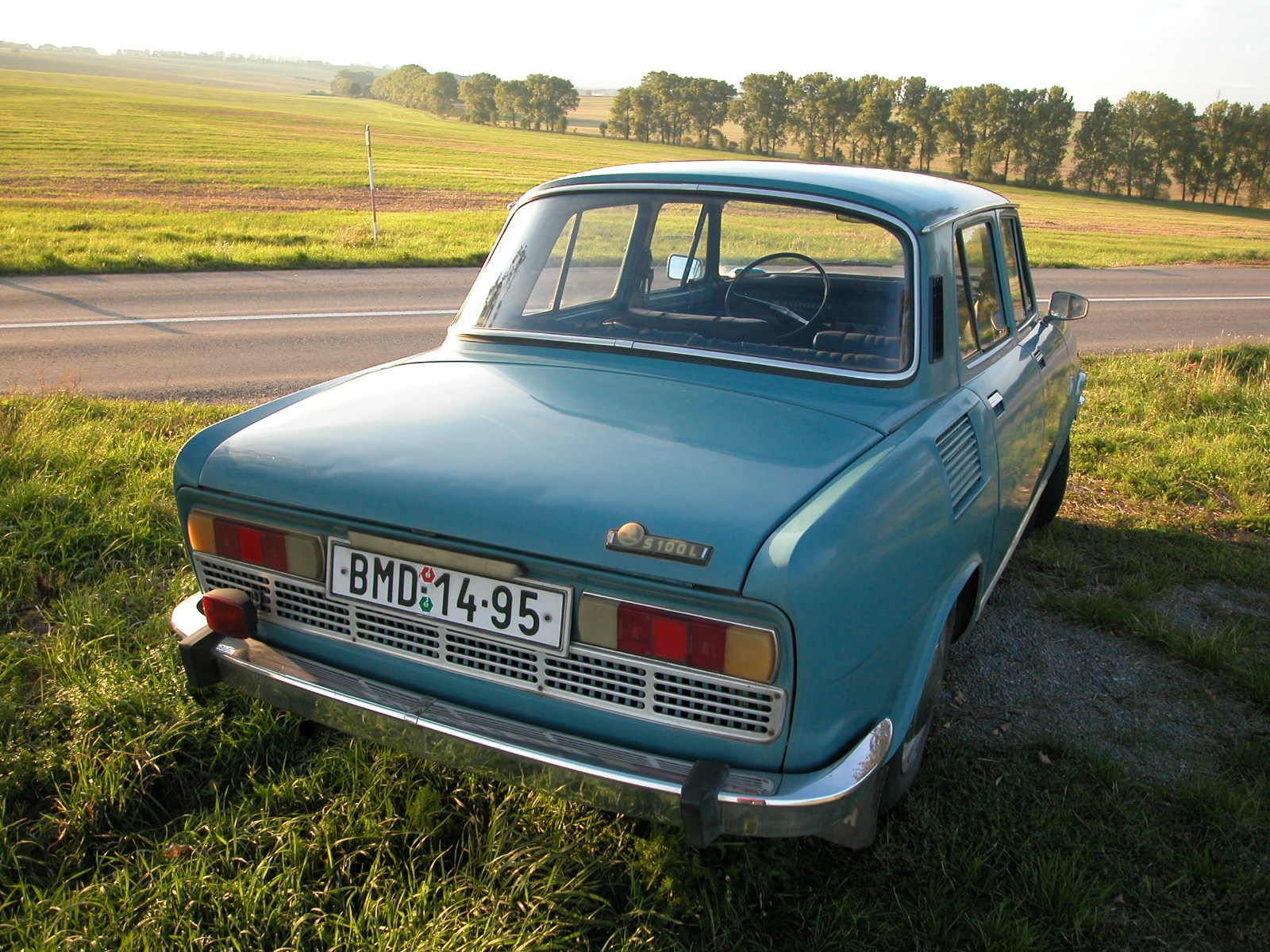
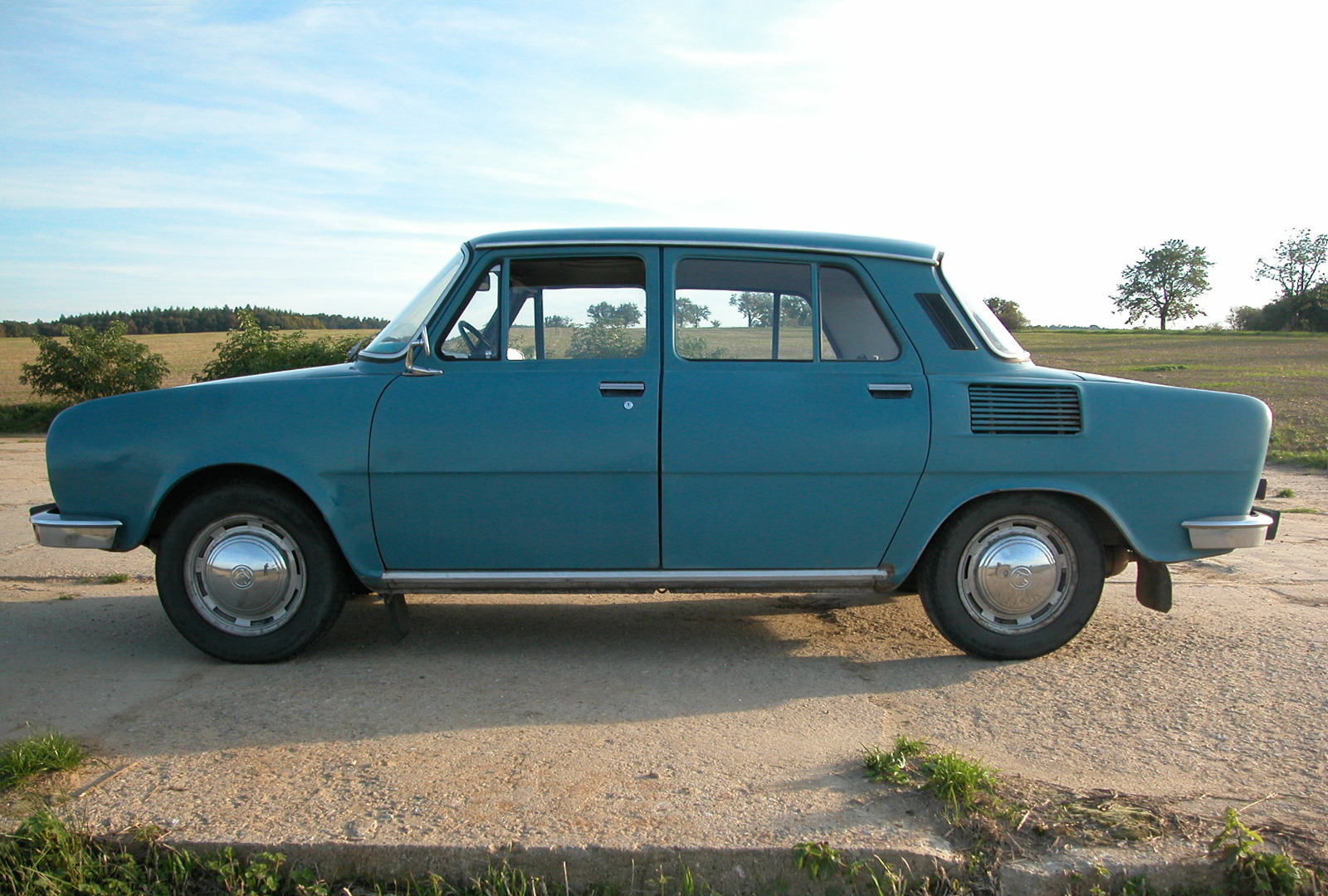
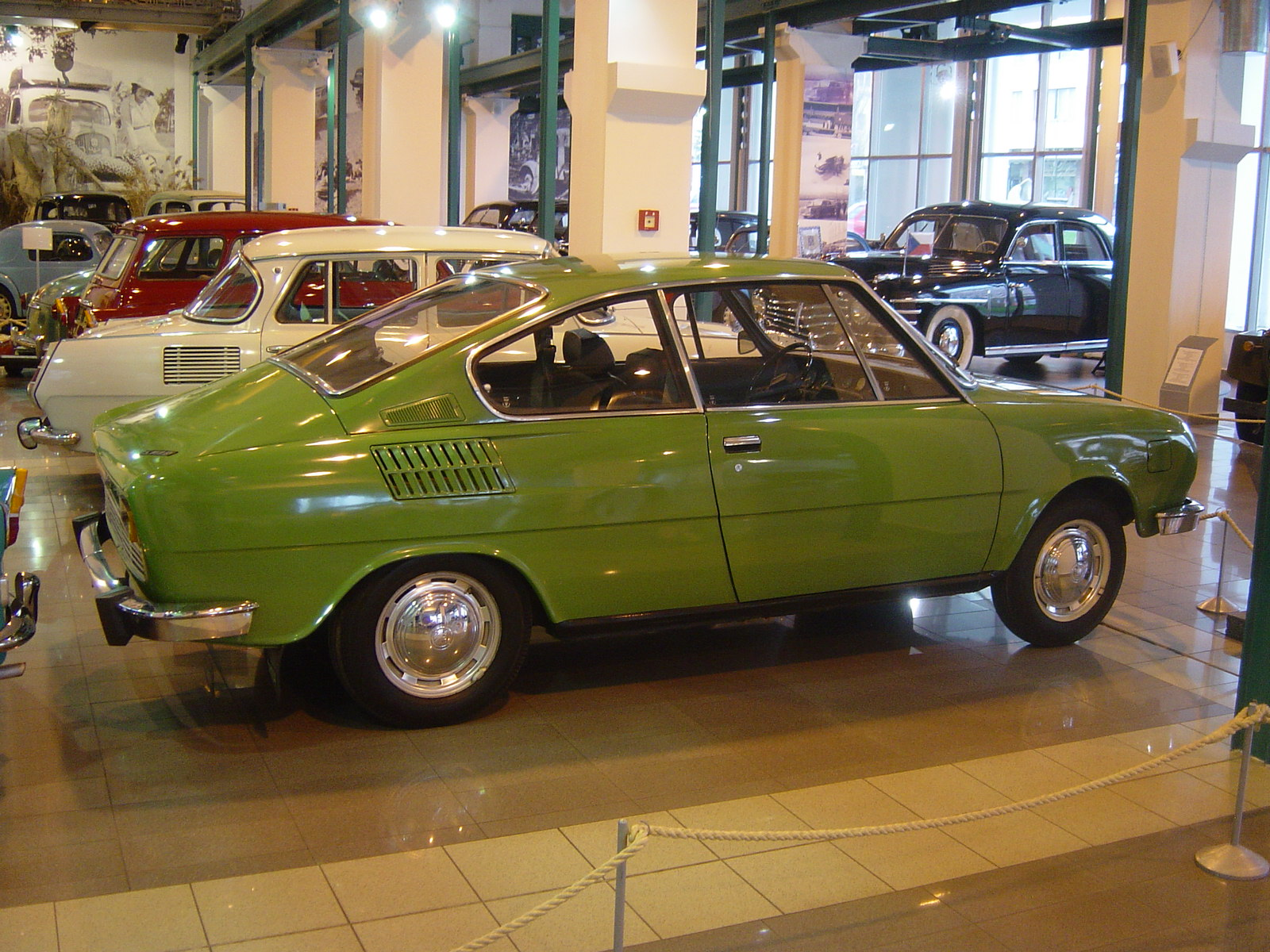

Проектування Škoda 100 розпочалось у 1965 р., а виробництво у вересні 1969 р.
З 1971 р. на усіх Škoda з'явилась травмобезпечна кермова колонка, що спочатку встановлювалась тільки на автомобілі, котрі експортувались до Швеції.
З 1972 р. на задній стійці з'явились вентиляційні решітки, у 1973 р. по кутах приборної панелі з'явились два повітряні канали, в інтер'єрі стали застосовувати нові обивочні матеріали.
Празьким дослідним інститутом автомобільної промисловості була розроблена Škoda 110 GT.
Автомобіль мав пластмасовий кузов зі сталевим каркасом, розміщений ззаду двигун робочим об'ємом 1140 см³, ступенем стиску 12:1 (від ралійної "Шкоди 110"). 
Радіатор, що знаходився спереду, був обладнаний електровентилятором, що вмикався при досягненні температури охолоджуючої рідини у 100°C.
Представлявся на багатьох виставках, зокрема на Женевському автосалоні у 1971 р.
Також на базі "Шкоди 110" конструкторами заводу у Млада-Болеславі була створена Škoda Super Sport.
Вона мала зовнішні панелі кузова пластмасові, а днище, передні колісні ніші та стійки сталеві.

## Конструкція

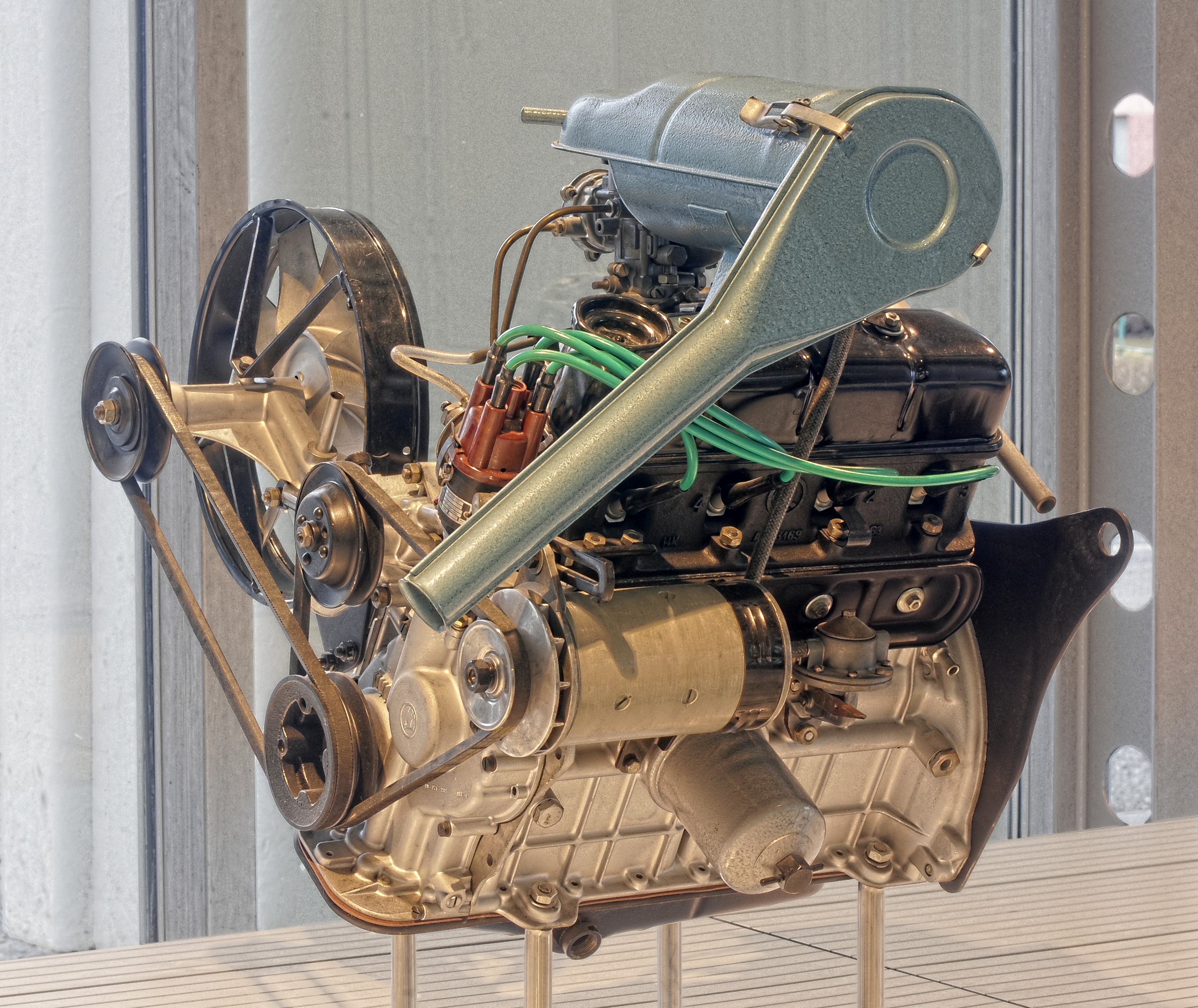
двигун Škoda 1000MB/S100

Škoda 100 (Škoda 110) — глибока модернізація попередньої моделі Škoda 1000 MB (Škoda 1100 MB). Від неї автомобіль успадкував каркас кузова (проте мав інші зовнішні кузовні панелі, зокрема переднє та заднє оперення, салон), агрегатну базу.
Рядний чотрициліндровий двигун водяного охолодження встановлено ззаду автомобіля, а бензобак спереду. Відповідно заправочна горловина розміщена на передньому правому крилі автомобіля. Характерна особливість двигуна (R4, 988 см³) — блок циліндрів з алюмінієвого сплаву відлитий під тиском (завод Skoda був одним з перших у застосуванні цієї технології) та чавунна головка блоку.
Також агрегат мав водяне охолодження, комплектувався чеським карбюратором Jikov.
Передня підвіска Škoda 1000 MB (незалежна пружинна на подвійних поперечних важелях) мала 11 точок мащення, вимагала втручань кожні 7-10 тис. км чим викликала нарікання користувачів. Тож оновлена підвіска «Шкоди 100» мала тільки 4 точки мащення, збільшений до 100 тис. км ресурс.
Гальмівна система «Шкоди 100» на відміну від попередника мала двоконтурний привід та дискові передні гальмівні механізми. Останні виготовлялись у м. Яблонець-над-Нисою по ліцензії британської компанії Dunlop. Вони були спроектовані таким чином, що заміна гальмівних колодок вимагала менше хвилини.

## Škoda 110R

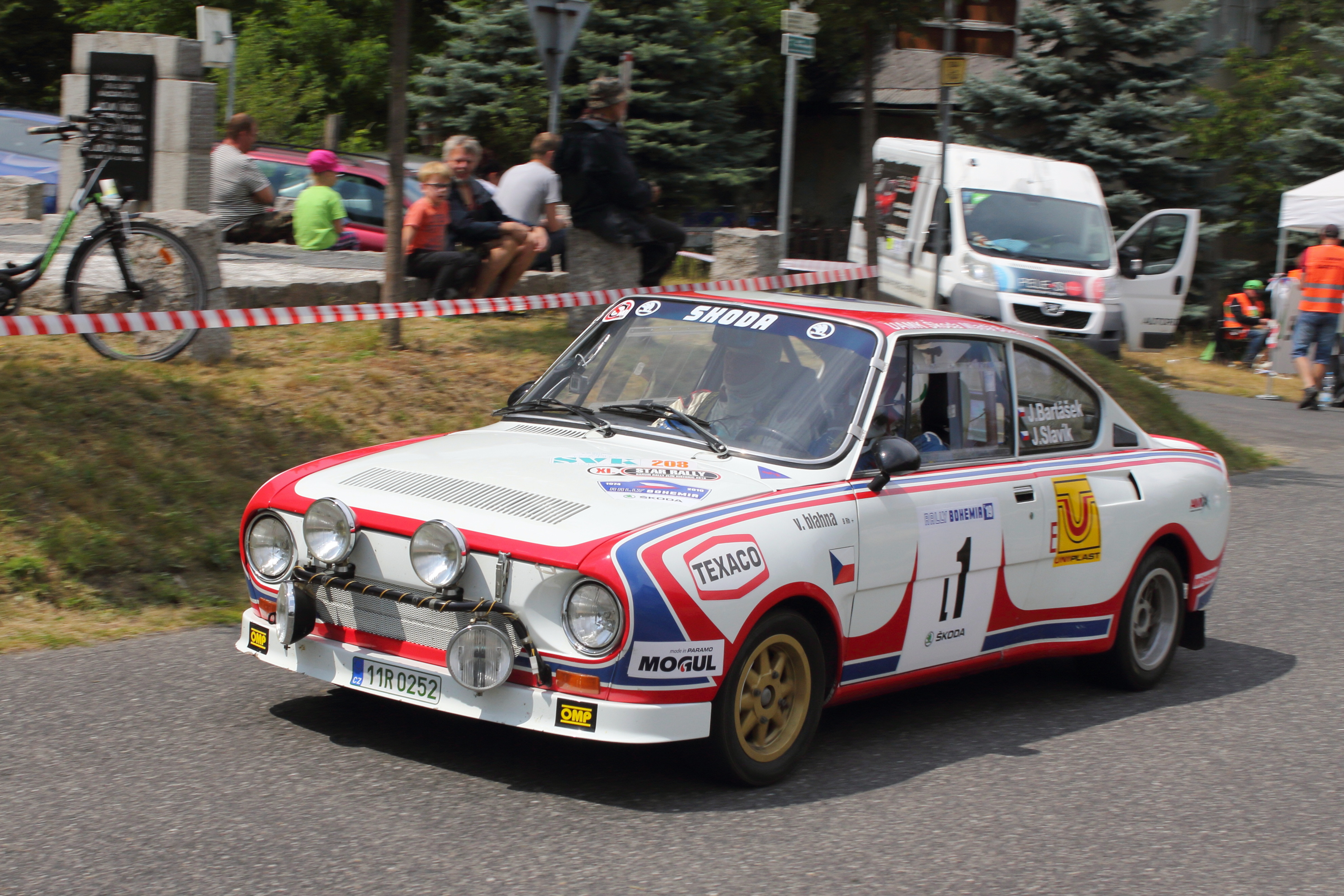
Škoda 130 RS

Škoda 110R була задньомоторним і задньопривідним автомобілем, що випускався чехословацьким виробником AZNP у Квасинах між 1970 і 1980 роками. За ці десять років було виготовлено 56 902 купе.
110R Coupé змінило спортивну Škoda 1000 MBX/1100 MBX. Він оснащувався підвищеною версією 62 к.с. (46 кВт) SAE, 52 к.с. (39 кВт) (DIN) чотирициліндрового двигуна Skoda 720 типу OHV об’ємом 1,1 літра (1107 см3) (цей самий двигун використовувався у Škoda 110LS седан, після появи в 1971 році). З чотириступінчастою механічною коробкою передач 110R міг розвивати максимальну швидкість 145 км/год і розганятися до 100 км/год за 18,5 секунд.
Його дизайн дуже схожий на дизайн споріднених седанів 100 і 110, але лише з двома дверима та характерною задньою частиною фастбека. Протягом більшої частини періоду виробництва 110R мав чотири фари, але в перші роки він мав лише дві. Виробництво припинилося в 1980 році, щоб звільнити місце для його наступника, Škoda Garde (версія серії Skoda 105/120 на базі купе), яка була представлена в листопаді 1981 року.
У автоспорті цю базову конфігурацію було використано для створення спеціальної для ралі моделі 130 RS, а також одноразових 1,8-літрових OHC 180RS і 2,0-літрових OHC 200RS. Остаточна еволюція відбулася в 1975 році, у 2000 MI Grenade з двигуном 250 к.с. Боржівою Корінеком.